# Aribone
Aribone (in latino Aribo Scholasticus; ... – XI secolo) è stato un musicologo tedesco, autore di un trattato (De musica, 1070) sull'opera di Guido d'Arezzo.